# Riola (Vergato)
Riola is een plaats (frazione) in de Italiaanse gemeente Vergato.